# Einfriedung bei Sandwick
Die Reste der prähistorischen Einfriedung bei Sandwick wurden im Jahre 2006 in Sandwick nahe dem Ring von Brodgar, auf dem Isthmus (schottisch:Ness), zwischen dem Loch of Stenness und dem Loch of Harray, auf Orkney Mainland in Schottland entdeckt. Der Platz liegt nahe dem Ufer des Loch of Harray. Sein Alter konnte noch nicht bestimmt werden.
Auf dem Ness of Brodgar befinden sich nun mit dem Ring of Brodgar (Henge), dem Bookan und den Stones of Stenness vier Ringmonumente. Hinzu kommen der Disk Barrow von Wasbister, der seinem Alter nach nicht einzuschätzende Dyke of Sean, vier Menhire, die Siedlung Barnhouse, über ein Dutzend Grabhügel, etliche Steinkisten und nicht zuletzt die Megalithanlage von Maes Howe.
In der jüngeren Vergangenheit abgetragen, stellte sich der Ring als ein etwa einen Meter breiter Wall dar, der stellenweise noch ungefähr 30 cm hoch ist. Die Auswertung von Luftbildern ergab, dass der prähistorische Wall ein kreisförmiges Gebiet mit einem geschätzten Durchmesser von ca. 100 Metern umspannt. Der Ring von Brodgar hat einen Durchmesser von 103,6 Metern.
Eine 2006 erfolgte Untersuchung mit Bodenradar belegt eine weitere massive prähistorische Niederlassung, die nördlich des Rings of Brodgar und westlich der neuen Einfriedung mehrere Hektar bedeckt.